# Александер, Монти
Мо́нти Алекса́ндер (англ. Montgomery Bernard "Monty" Alexander; род. 6 июня 1944 года) — американский джазовый музыкант, известный пианист, соединивший в своём творчестве американский джаз, традиционную ямайскую музыку и популярные мотивы. Влияние на работы Александера оказали такие пианисты, как Арт Тэйтум, Оскар Питерсон и Эрролл Гарнер.

## Биография
Родился в Кингстоне, Ямайка. Открыл для себя фортепиано в возрасте четырёх лет, в шесть лет взял первые профессиональные уроки, однако в основном его обучение оставалось самостоятельным. С 14 лет Александер начал выступления в клубах, работал сессионным пианистом, в частности с группой Clue J & His Blues Blasters, одной из первых групп, которая начала играть в стиле ска. В 16 лет Александер увидел в Кингстоне выступление Луи Армстронга и Нэт Кинг Коула. Музыка мэтров джазовой сцены оказала на молодого музыканта большое влияние, и он создал небольшой танцевальный оркестр (Monty and the Cyclones), с которым он продолжил локальные выступления. Вместе с тем, продолжалась его работа сессионника: так, он работает с музыкантами, которые впоследствии стали известны в мире как группа The Skatalites.
В конце 1961 года Александер с семьёй перебрался в Майами, Флорида и продолжил сессионную работу, разъезжая по стране с разными коллективами. Менее чем через два года во время выступления с оркестром Арт Монея в Лас-Вегасе, пианист попался на глаза некоему Джилли Риццо, известному эстрадному менеджеру и владельцу клуба в Нью-Йорке, и что важно, по совместительству давнему другу Фрэнка Синатры. С этого времени пианист работал в клубе Джилли, аккомпанируя многим музыкантам, в том числе и Синатре. Фрэнк Синатра отозвался о музыканте, как: «Этот парень подобен взрывчатке».. Там, в клубе, музыкант познакомился с вибрафонистом Милтом Джексоном, который в свою очередь познакомил Александера с уже легендарным контрабасистом Рэем Брауном. Два джазовых гиганта вывели молодого пианиста на большую джазовую сцену, и в 1964 году он записал в 20-летнем возрасте свой первый альбом Alexander the Great, а впервые записался с соул-фанк-оркестром Леса Мак-Кэнна ещё в 1963 году
В шестидесятые годы Александер активно гастролирует, выступая как в маленьких клубах, так и в концертных залах и на джазовых фестивалях. В число поклонников его музыки вошли такие величины как Дюк Эллингтон, Каунт Бэйси и Майлз Девис. В дальнейшем, до середины 70-х музыкант записывался и выступал с совершенно различными музыкантами: с его давними коллегами Милтом Джексоном и Рэем Брауном, певицей Эрнестин Андерсон, гитаристами Джимми Гриффином и Эрнестом Рэнглином, а также с музыкантами, работавшими с Оскаром Питерсоном: барабанщиком Эдом Тигпеном, гитаристом Хербом Эллисом.
В 1975 году Александер собрал собственное трио, в состав которого помимо пианиста вошли басист Джон Клейтон и барабанщик Джефф Гамильтон.
В 1981—1984 гг. короткое время Александер был женат на джазовой гитаристке Эмили Ремлер.
В 1990-е годы музыкант, помимо творчества в джазе, работал в реггей, собрав группу и выпустив с ней несколько альбомов. В 2000-е годы, продолжая работу в составе трио, музыкант аранжирует вместе с ямайскими музыкантами песни Боба Марли и выпускает очередной трибьют Нэт Кинг Коула. Александер аккомпанировал Натали Кинг Коул, дочери Нэта Кинг Коула, в альбоме его трибьютов Unforgettable 1991 года, и этот альбом получил Грэмми в семи номинациях.
В 2011—2012 годах Александер празднует 50-летие своей карьеры и представляет альбом The Full Monty, который демонстрирует всё многообразие музыкального таланта: на диске содержатся как сольные выступления пианиста и его работы в составе трио, так и трибьюты Нэт Кинг Коула и Фрэнка Синатры.
Александер, будучи наиболее известным как джазовый пианист, всю свою карьеру пробовал себя в различных стилях. Наряду с реггей и ска, которые близки музыканту по рождению, работой с исполнителями популярной музыки, пианист, например представил собственную аранжировку Голубой рапсодии Джорджа Гершвина, которая была исполнена в сопровождении симфонического оркестра Бобби МакФеррина, записывал саундтреки к фильмам.
Критики определяют Александера как музыканта с блестящей техникой, динамичного и темпераментного, предпочитающего записи в студии живое исполнение, в котором ярко раскрывается его талант и мастерство, а также умение находить контакт с аудиторией. Во время студийных записей музыкант стремится достичь предельной точности, аккуратности, чистоты звука, нередко в ущерб импровизационной непосредственности и свободе музыкального выражения.
Сам Монти сравнивал себя с Мохаммедом Али

«Я и теперь считаю, что он делал на ринге то же самое, что я на сцене. Его стихия — ритм, динамика и молниеносная реакция. В этом движении есть музыка, нужно только уметь её услышать».

## Дискография
- Estate (1963; Arco)
- Alexander the Great (1965; Pacific Jazz)
- Monty Alexander (1965, PolyGram)
- Spunky (1965)
- Zing! (1967; RCA)
- This Is Monty Alexander (1969; Universal Distribution)
- Taste of Freedom (1969; Verve)
- Here Comes The Sun (1971; MPS)
- We’ve Only Just Begun (1973; MPS)
- Perception (1974; MPS)
- Rass! (c Эрнестом Рэнглином) (1974; MPS)
- Love & Sunshine (1974; MPS)
- Now Is the Time (1974; Pausa Records)
- Unlimited Love (1975; MPS)
- Live! Montreux Alexander (1976; MPS)
- Love & Sunshine (1976; MPS)
- Monty Strikes Again (1976; MPS)
- Cobilimbo (c Эрнестом Рэнглином) (1977; MPS)
- Live in Holland (1977; Emarcy)
- Jamento: The Monty Alexander 7 (1978; Original Jazz Classics)
- Estade (1978; MPS)
- So What? (1979; The Black & Blue Sessions)
- The Way It Is (1979 — записан в 1976; MPS)
- Facets (1979; Concord Jazz)
- Monty Alexander in Tokyo (1979; Original Jazz Classics)
- Ivory & Steel (1980; Concord Jazz)
- Just Friends (1980; Pausa Records)
- Trio (1980; Hi-Res)
- Fingering (1980; Atlas)
- Monty Alexander — Ernest Ranglin (1981; MPS)
- Overseas Special (1982; Concord Jazz)
- Triple Treat, Vol. 1 (1982; Concord Jazz)
- Duke Ellington Songbook (1983; MPS)
- Reunion in Europe (1984; Concord Jazz)
- Full Steam Ahead (1985; Concord Jazz)
- River (1985; Concord Jazz)
- Li’l Darlin (1986; Lob)
- Threesome (1986; Concord Jazz)
- Triple Treat Vol. 2 (1987; Concord Jazz)
- Ivory & Steel (1988),
- Triple Treat Vol. 3 (1989; Concord Jazz)
- The River (1990; Concord Jazz)
- Live in Holland (1992; Emarcy)
- Carbbean Circle (1993; Chesky)
- Saturday Night' (1993; Lime Tree Records)
- Steamin' (1995; Concord Jazz)
- Maybeck Recital Hall Series, Vol. 40 (1994; Concord Jazz)
- Yard Movement (1996; PolyGram)
- To Nat With Love (1995; Mastermix)
- Ivory and Steal (1996; Concord Picante)
- Facets (1996; Concord) — с Рэем Брауном и Джеффом Гамильтоном
- Overseas Special (1996; Concord)- с Рэем Брауном и Эллисом Хербом
- Echoes of Jilly’s (1996; Concord)
- Reunion in Europe (1996; Concord) — с Джо Клэйтоном и Джеффом Гамильтоном
- The Concord Jazz Heritage Series (1998; Concord Jazz)
- Stir it up — The music of Bob Marley (1999; Telarc)
- Threesome (1999; Soul Note) — с Грэди Тэйт и & Нильсом Педерсеном
- Ballad Essentials (2000; Concord Jazz)
- Island Grooves (2000; Concord Jazz)
- Monty Meets Sly & Robbie (2000; Telarc)
- Look Up (2001; Telarc)
- Triple Treat (2001; Concord Jazz)
- Goin' Yard (2001; Telarc)
- Many Rivers to Cross (2001; Meldac)
- Caribbean Duet (2001; Sound Hills) — с Майклом Сардаби
- My America (2002; Telarc)
- Triple Scoop (2002; Concord Jazz) — с Рэем Брауном и Эллисом Хербом
- Rhapsody In Blue (2002; Concord Jazz)
- Pure Imagination (2002; Recall)
- Jamboree (2003; Concord Jazz)
- Straight Ahead (2003; Concord Jazz)- с Рэем Брауном и Эллисом Хербом
- Impressions in Blue (2002; Telarc)
- Steaming Hot (2004; Concord Records)
- Zing (2004; BMG)
- In Tokyo (2004; Fantasy Records)
- Rocksteady (2004; Telarc) — c Эрнестом Рэнглином
- Live at the Iridium (2005; Telarc)
- Jazz Calypso (2005; JVC)
- Solo (2005; Jeton)
- Concrete Jungle: The Songs of Bob Marley (2005; Telarc)
- The Way It Is (2005; Telarc)
- The Good Life: Monty Alexander Plays the Songs of Tony Bennett (2008; Chesky)
- Taste of Freedom (2008; Universal Japan)
- Calypso Blues: The Songs of Nat King Cole (2009; Chesky)
- Uplift (2011; Jazz Legacy Productions)[4]
- Harlem — Kingston Express Live! (2011; Motéma Music